# Neue Verwaltungssteuerung
Die Neue Verwaltungssteuerung (NVS) war ein Projekt der hessischen Landesregierung.
Aufbauend auf den Erfahrungen des Tilburger Modells wurde damit die Haushaltsführung des Landes Hessen von einem kameralistischen auf das kaufmännische Rechnungswesen umgestellt. Mit dem Projekt wurden folgende Ziele verfolgt:
- bessere Steuerung und Einschätzbarkeit des Verbrauches der Steuermittel und sonstiger Ressourcen
- bessere Darstellung der Verpflichtungen, die das Land Hessen für die Zukunft zu tragen hat oder neu übernimmt (z. B. Darlehen/Zinsen, Pensionszahlungen an die Beamten des Landes, Instandhaltungs- und sonstige Folgekosten von Einrichtungen und Projekten)